# Alpes de Turnitz
Os Alpes de Turnitz - Türnitzer Alpen em alemão - é um maciço montanhoso que se estende pelas regiões de Estíria e da  Baixa Áustria, na Áustria. Tira o nome da localidade onde se encontra; Türnitz, e tem como ponto mais alto é o  Großer Sulzberg com 1.400 m.

## Localização
Os Alpes de Turnitz têm a Leste os Pré-Alpes orientais da Baixa Áustria, a Sul os Alpes orientais-norte da Estíria, e a Oeste os Alpes de Ybbstal.

## SOIUSA
A Subdivisão Orográfica Internacional Unificada do Sistema Alpino (SOIUSA) dividiu os Alpes em duas grandes Partes: Alpes Ocidentais e Alpes Orientais, separados pela linha formada pelo  Rio Reno - Passo de Spluga - Lago de Como - Lago de Lecco.
Os Alpes da Baixa Áustria são formados pelos Alpes de Turnitz, pelos Alpes de Ybbstal, e os Pré-Alpes orientais da Baixa Áustria.

### Classificação  SOIUSA
Segundo a SOIUSA este acidente geográfico é uma Sub-secção alpina com as seguintes características:
- Parte = Alpes Orientais
- Grande sector alpino = Alpes Orientais-Norte
- Secção alpina = Alpes da Baixa Áustria
- Sub-secção alpina =  Alpes de Turnitz
- Código = II/B-27.I